# Morphodexia nigra
Morphodexia nigra är en tvåvingeart som beskrevs av Aldrich 1934. Morphodexia nigra ingår i släktet Morphodexia och familjen parasitflugor. Inga underarter finns listade i Catalogue of Life.